# Renée Dunan
Renée Dunan (Avinyó, 1892-1936), va ser una escriptora, crítica i poeta, anarquista i feminista francesa.
Se sap molt poc de la seva vida; alguns autors fins i tot han suggerit que Renée Dunan podria ser el nom de ploma d'un home de nom Georges Dunan. De fet, algun crític titlla de «masculí», el seu estil, si bé opina que —entre les escriptores— és una reacció de moda al «gènere Colette», a qui considera «creadora de la prosa femenina francesa».
Es diu que va néixer en un família d'industrials benestants i que va educar-se en una escola de monges fins als setze anys. En acabar l'etapa escolar hauria treballat en una fàbrica del sud de França i que després de la mort del seu pare hauria viatjat, per acabar a París el 1917. Va treballar de secretària i a la revista mensual Les Humbles, on va encarregar-se de la secció de llibres, i també va col·laborar en altres publicacions periòdiques franceses i estrangeres, com ara Cahiers de la Femme, L'Insurgé, Feuilles Libres, Action, Le Disque Vert, Floréal. Per poder-se mantenir va arribar a escriure uns seixanta articles cada mes. Va ser assídua col·laboradora d'algunes revistes anarquistes o socialistes: Les Humbles, L’Insurgé, Le Libertaire, Clarté, La Volonté, L’Ordre naturel.
La seva producció va ser molt abundant; Entre 1922 i 1934 va publicar una cinquantena de llibres. Va signar amb diversos pseudònims, entre els quals, Chiquita, Marcelle La Pompe, Monsieur de Steinthal, Jean Spaddy, Louise Dormienne, Renée Camera i Laure Héron. És autora de novel·les, relats eròtics i de ciència-ficció. Va pertànyer al moviment dadaista i va tenir relació amb André Breton, Philippe Soupault, Louis Aragon, Paul Éluard, Francis Picabia. El seu ideari incloïa el feminisme, l'anarquisme, el naturisme i el pacifisme. El naturisme va ser el tema central de la seva novel·la La chair au soleil (1930) i quan la revista Vivre intégralement va ser censurada, Dunan la va defensar-la en el llibre Nudisme : pourquoi, comment (1930).
La seva primera novel·la, La triple caresse (1922), va rebre molt bona crítica en la premsa francesa i va ser candidata al premi Goncourt. Dos anys més tard va publicar la novel·la Le prix Lacombyne, en què feia una sàtira dels premis literaris.

## Obres
- La triple caresse, 1922
- La Culotte en jersei de soie, 1923
- Une Heure de désir
- La Flèche d'Amour
- Le Stylet en langue de carpe
- Magdeleine
- Mimi Joconde ou la belle sans chemise
- L'Amant trop aimé, (M. de Steinthal)
- Le Prix Lacombyne, 1924
- Baal ou la magicienne passionnée, livre des ensorcellements, 1924
- Le Brigand hongre, 1924
- Kaschmir, Jardin du bonheur, 1925
- La Dernière Jouissance, 1925
- Les Nuits voluptueuses, 1926
- Entre deux caresses, 1927
- Je l'ai échapé belle !, 1927
- Le Sexe et le poignard : la vie ardente de Jules César, 1928
- La confession cynique, 1928
- Éros et Psyché, 1928
- Cantharide, roman de moeurs parisiennes, 1928 (Louis Querelli)
- Les Caprices du sexe ou els Audaços érotiques de Mademoiselle Louise de B…, 1928, (Louis Dormienne)
- L'Extraordinaire aventure de la Papesse Jeanne, 1929[4]
- Le Masque de fer ou l'amour prisonnier, 1929
- Les jeux libertins, 1930
- La Chair au soleil, 1930
- Le Meurtre du milliardaire, 1934
- Moi, poupée, (Spaddy)
- Dévergondages, (Spaddy)
- Colette ou les Amusements de bon ton, 1936, (Jean Spaddy)